# Phaeogenes anderi
Phaeogenes anderi är en stekelart som beskrevs av Teunissen 1972. Phaeogenes anderi ingår i släktet Phaeogenes och familjen brokparasitsteklar. Inga underarter finns listade i Catalogue of Life.